# 武居由树
武居由树（日语：武居 由樹，1996年7月12日—）是日本男性职业拳击手。原踢拳运动员。东京都足立区出身。前K-1 WORLD GP超雏量级冠军、Krush 53kg冠軍、OPBF超雛量級冠軍、現任WBO世界雛量級冠軍。於2024/5/6 東京巨蛋 判定勝出 世界雛量級冠軍 Jason Moloney 獲得第一條世界冠軍頭銜。隸屬於大橋拳館